# Pungu maclareni
Pungu maclareni là một loài cá thuộc họ Cichlidae. Nó là loài đặc hữu của hồ Crater Barombi Mbo, miền tây Cameroon.